# Oro nero (mixtape)
Oro nero è il primo mixtape del rapper italiano Vegas Jones, pubblicato il 7 luglio 2015 dalla Honiro.

## Tracce
1. Oro nero – 2:48
2. Lamborghini – 4:08
3. Onesto – 3:13
4. Scale del cielo – 2:34
5. Mani in altro (feat. Sercho, SAC1) – 2:37
6. III retro (feat. Naikro TheBeatBoxer) – 3:08
7. Motorello (feat. Paskaman) – 4:09
8. 24 ore – 3:44
9. Panamera – 3:31
10. Sole cittadino – 3:19
11. Halbanos – 2:53
12. Qualcosa nel niente (feat. Mostro) – 3:52
13. Mami – 3:14
14. Sogni d'oro – 4:01
15. Stay calmo – 2:28